# ناحیه توسکارورا، شهرستان پری، پنسیلوانیا
توسکارورا، شهرستان پری، پنسیلوانیا (به انگلیسی: Tuscarora Township, Perry County, Pennsylvania) یک منطقهٔ مسکونی در ایالات متحده آمریکا است که در Perry County واقع شده‌است.

## خصوصیات
توسکارورا ۷۶٫۵ کیلومترمربع مساحت و ۱٬۱۲۲ نفر جمعیت دارد.